# Slumpflation
La slumpflation (ou déclinflation) est un phénomène macroéconomique durant lequel une augmentation du niveau des prix et/ou des salaires (inflation) cohabite avec une réduction prolongée du niveau de production. 

## Concept

### Origine
Slumpflation et déclinflation sont des mot-valises. Ils sont formés par la concaténation de « slump » (une chute ou une phase déclinante, en anglais) et d’« inflation ». Le terme semble avoir été utilisé pour la première fois par Milton Friedman dans une conférence donnée en 1976. Il est ensuite défini par John R. Short en 1984 comme « une phase de déclin de l'activité économique, [accompagnée d'une] augmentation du chômage et d'une inflation élevée ».

### Explication
La slumpflation est un phénomène macroéconomique rare où la chute de la production, au lieu de s'accompagner d'une déflation, ou, à tout le moins, d'une désinflation, s'accompagne en réalité d'une inflation, c'est-à-dire d'une croissance rapides des prix, entretenue parfois par celle des salaires,. 
Ce phénomène peut avoir plusieurs sources. La première est celle de la fin d'un cycle économique : la croissance s'affaisse avant de tomber dans une récession, au même moment où des gains de productivité sont transformés en hausses de salaires.

### Différence avec la stagflation
Contrairement à la stagflation, où l'inflation coexiste avec une stagnation économique, la déclinflation est marquée par une chute du PIB. L'augmentation brutale du chômage est un symptôme de cette phase déclinante.

## Historique
Les États-Unis et l'Europe de l'Ouest connaissent des épisodes de slumpflation à partir de 1974, date du Premier choc pétrolier. Certains ont toutefois considéré que le déclin économique n'avait pas été assez marqué pour constituer une slumpflation.
Ces mêmes pays connaissent une nouvelle slumpflation en 1991/1992. Le caractère inflationniste de la récession disparaît toutefois rapidement.